# Sarah Brasack
Sarah Brasack (* 1979 in Bonn) ist eine deutsche Journalistin. Seit dem 1. Januar 2021 ist sie stellvertretende Chefredakteurin beim Kölner Stadt-Anzeiger.

## Leben
Nach dem Studium der Musikwissenschaften, Germanistik und Erziehungswissenschaften an der Rheinische Friedrich-Wilhelms-Universität in Bonn und an der University of St Andrews im Saint Andrews in Schottland promovierte sie 2013 in der Musikwissenschaft. Ihre journalistische Karriere begann sie beim Bonner General-Anzeiger und dem Radioprogramm WDR 3. Sie zog 2010 nach Köln. Nach einem Volontariat beim Kölner Stadt-Anzeiger gehörte sie zum Entwicklungsteam der iPad-Ausgabe der Kölner Tageszeitung und wurde anschließend Redaktionsleiterin der Lokalausgabe Rhein-Berg in Bergisch Gladbach, später stellvertretende Redaktionsleiterin sowie Head of Digital der Kölner Lokalredaktion. 2021 wurde sie stellvertretende Chefredakteurin und widmete sich dem Ausbau von Podcast und Newslettern.

## Auszeichnungen
2023 kürte das Medium Magazin Brasack und ihren Kollegen Carsten Fiedler zu Journalisten des Jahres in der Kategorie „Chefredaktion regional“ für ihre Arbeit beim Kölner Stadt-Anzeiger. Die Jury begründete die Auszeichnung wie folgt:

„Durch die Einführung von Formaten wie „KStA Green“, erfolgreichen Newslettern und mit konstruktiver Berichterstattung hätten Brasack und Fiedler den ‚Kölner Stadt-Anzeiger‘ zu einer der innovativsten Regionalzeitungen Deutschlands gemacht.“

## Werke
- Resonanzen und Repräsentationen der Alten Heimat : Musik und Musikkultur der Vertriebenen in der Bundesrepublik Deutschland. (Dissertation 2013). Universitäts- und Landesbibliothek Bonn, 2015 (worldcat.org).
- mit Erik Fischer, Annelie Kürsten und Verena Ludorff: Chorgesang als Medium von Interkulturalität: Formen, Kanäle, Diskurse.  Franz Steiner Verlag, Stuttgart 2022, ISBN 978-3-515-13364-7